# Стопирка
Стопирка — річка в Любомльському районі Волинської області, ліва притока Вижівки (басейн Дніпра).

## Опис
Довжина річки приблизно 7 км. Висота витоку над рівнем моря — 191 м, висота гирла — 185 м, падіння річки — 6 м, похил річки — 0,86 м/км.

## Розташування
Бере початок на північно-західній стороні від села Руда. Тече по заболоченій місцевості й на східній стороні від села Застав'є впадає в річку Вижівку, праву притоку Прип'яті.